# Olax thouarsii
Olax thouarsii är en tvåhjärtbladig växtart som först beskrevs av Dc., och fick sitt nu gällande namn av Theodoric Valeton. Olax thouarsii ingår i släktet Olax och familjen Olacaceae. Inga underarter finns listade i Catalogue of Life.